# Bieberstein (Reinsberg)
Bieberstein ist ein Ortsteil der Gemeinde Reinsberg im Landkreis Mittelsachsen (Freistaat Sachsen). Er wurde am 1. März 1994 eingemeindet. Seitdem bildet er mit seinen Ortsteilen Burkersdorf und Gotthelffriedrichsgrund eine von neun Ortschaften der Gemeinde Reinsberg.
Bieberstein ist der Stammort des Adelsgeschlechts von Bieberstein, das seinen Stammsitz auf der Burg Bieberstein hatte.

## Geografie

### Lage
Bieberstein liegt im östlichen Ausläufer des Erzgebirgsvorlandes, zwischen der Freiberger Mulde im Westen und der Bobritzsch im Osten. Letztere mündet im Norden des Orts in die Freiberger Mulde. Der Aussichtspunkt der „Buche“ bietet einen herrlichen Blick auf das Tal der Freiberger Mulde. Dort führt ein etwa 5 km langer Wanderweg bis nach Nossen. Bieberstein hat eine eigene Gemarkung (Nr. 3601 – Flurgröße 1900: 405 Hektar) innerhalb der Gemeinde Reinsberg.

### Nachbarorte
| Obergruna |                                             |           |
|           | Kompassrose, die auf Nachbargemeinden zeigt | Reinsberg |
|           | Burkersdorf                                 |           |

## Geschichte

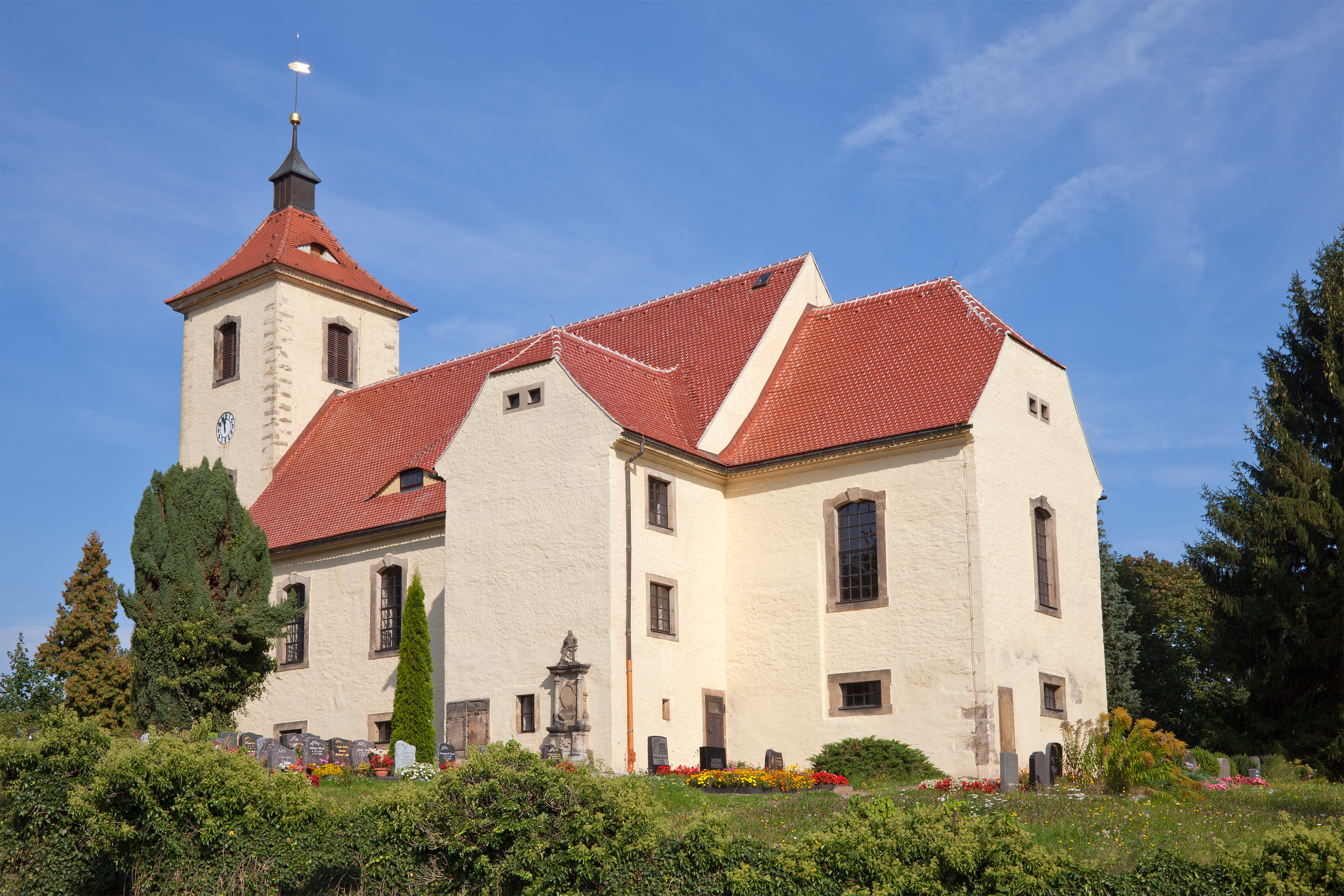
Kirche Bieberstein

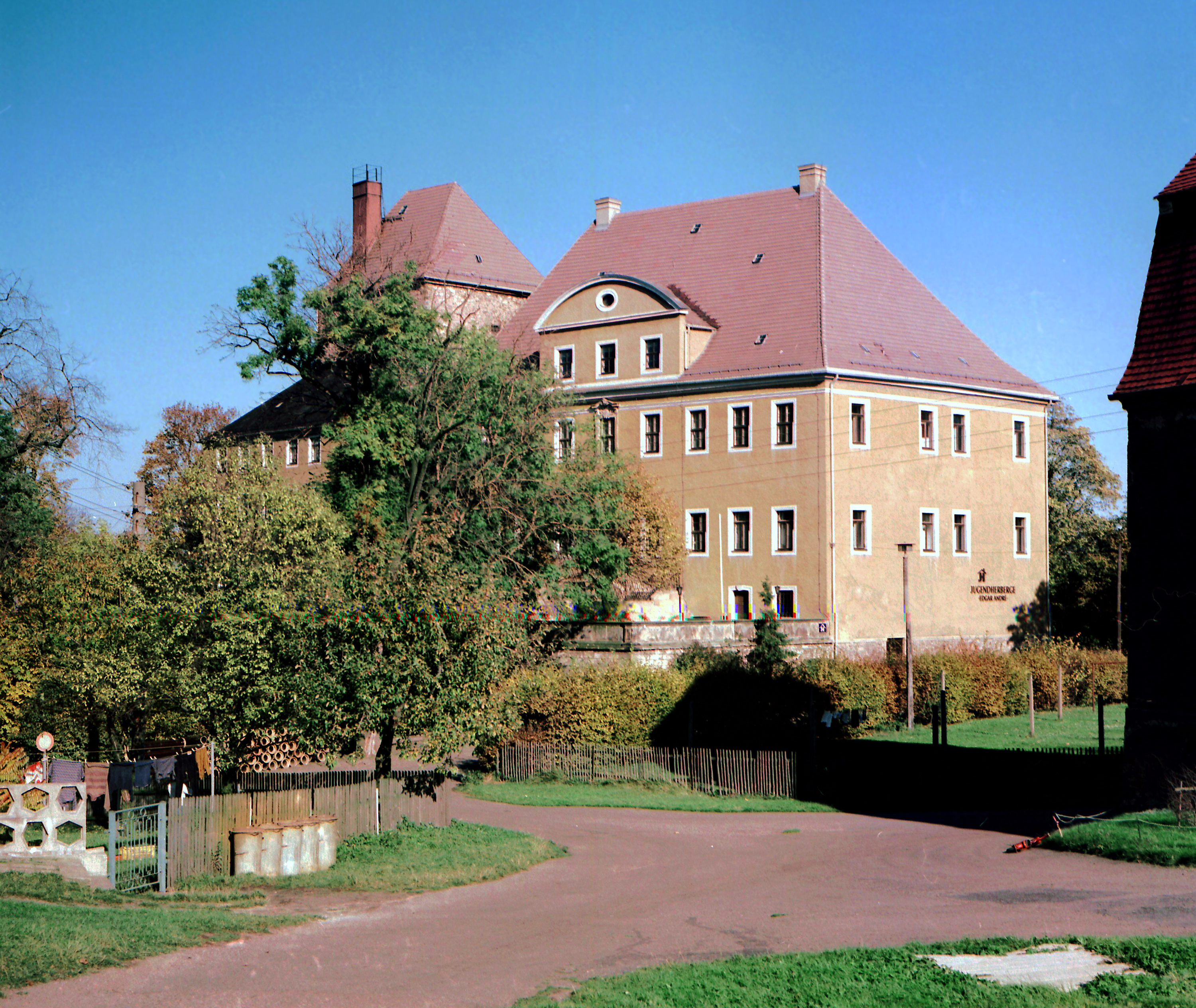
Schloss Bieberstein 1989. Jugendherberge Edgar André.

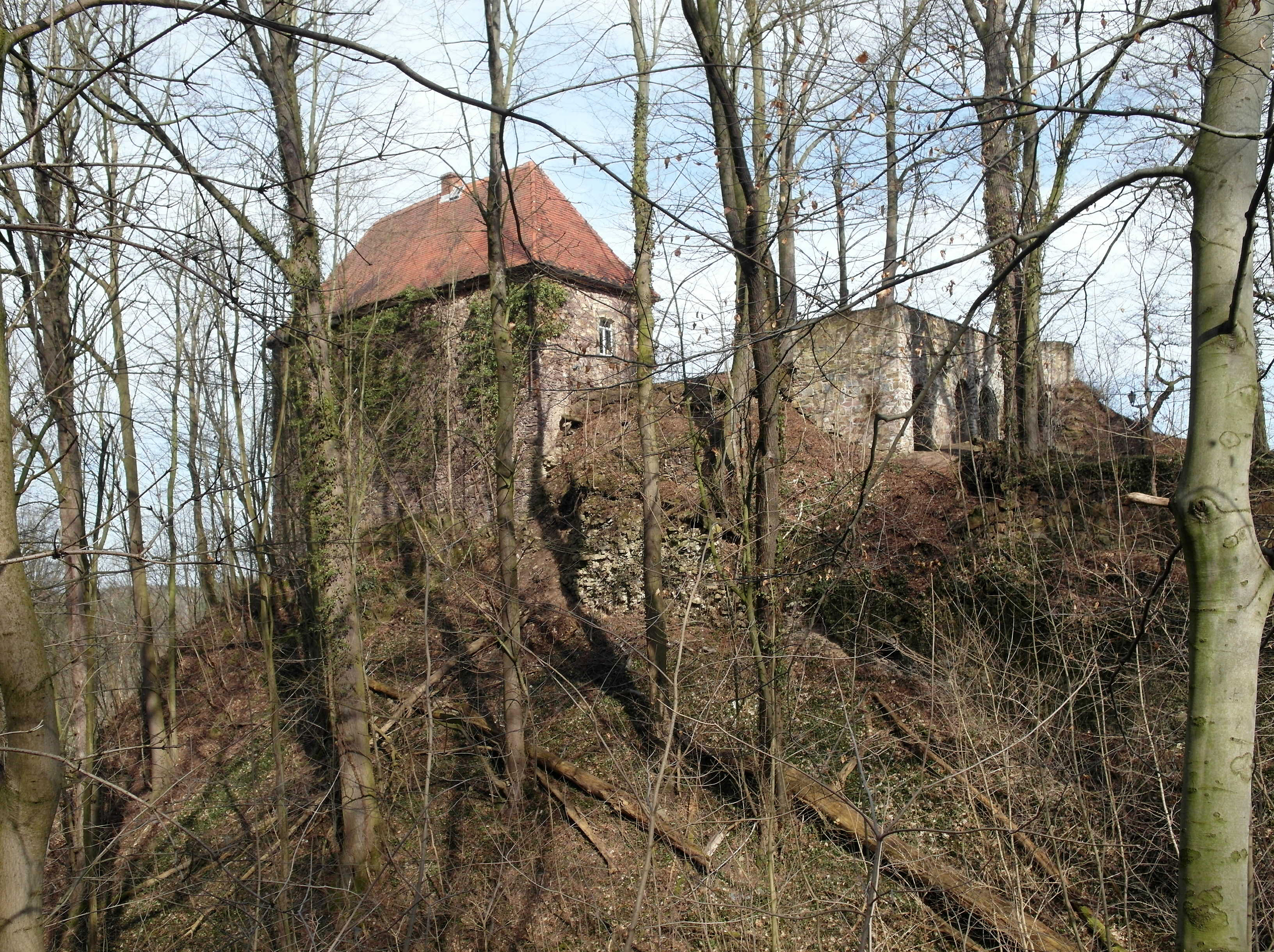
Eremitorium auf den Grundmauern einer abgerissen mittelalterlichen Burg

Die genaue Gründungszeit des Orts Bieberstein ist nicht genau zu bestimmen. Der Ortsname wurde im Jahr 1156 im Zusammenhang mit der Ersterwähnung des Nachbarorts Krummenhennersdorf genannt, dessen westlicher Teil damals zum Besitz der Burg Bieberstein zählte. Die erste urkundliche Erwähnung eines sich nach dieser Burg nennenden Adligen, Günther von Bieberstein, findet sich im Jahr 1218. Zur Grundherrschaft der ebenfalls 1218 erstmals erwähnten Burg Bieberstein, die zeitweise in einen oberen und unteren Teil getrennt war, gehörte das Gebiet zwischen der Freiberger Mulde im Westen und der Bobritzsch im Osten mit den Orten Bieberstein, Burkersdorf, Gotthelffriedrichsgrund (1670 gegründet), Hohentanne, Rothenfurth und dem Westen von Krummenhennersdorf. Die Grundherrschaft war der südwestlichste Teil des Kreisamts Meißen.
Im 14. und 15. Jahrhundert gehörten Burg, Ort und Herrschaft Bieberstein den Marschällen von Bieberstein, welche nicht mit dem Adelsgeschlecht von Bieberstein verwandt waren. Der sächsische Kurfürst August erlaubte ihnen im Jahre 1559, von den Benutzern der Brücke über die Bobritzsch Zoll zu erheben. Als Gegenleistung mussten sie die Brücke und die Straße nach Bieberstein instand halten, welche zu dieser Zeit die wichtigste Verbindung zwischen Meißen und Freiberg war. Bieberstein blieb bis 1602 im Besitz dieser Familie.
Das neue Schloss wurde um 1600 mit dem mittelalterlichen Bergfried zu einer geschlossenen Baugruppe zusammengezogen. Anfang des 17. Jahrhunderts gehörten die beiden Biebersteiner Güter den Familien Alnpeck und Hartitzsch. Zwischen 1630 und 1807 waren Schloss, Herrschaft und Ort Bieberstein im Besitz der Familie von Schönberg, welche auch das benachbarte Schloss Reinsberg besaßen. Gotthelf Friedrich von Schönberg (1631–1708) ließ 1666 den größten Teil des Gebäudes bis auf die Grundmauern abbrechen und in seiner heutigen Grundform neu errichten. Die Kirche in Bieberstein wurde 1676 nach einem Umbau durch Hans Stecher geweiht.
Bieberstein gehörte bis 1836 zum kursächsischen bzw. königlich-sächsischen Kreisamt Meißen. Ab 1836 gehörte der Ort mit der Grundherrschaft Bieberstein kurzzeitig zum Kreisamt Freiberg.
1856 wurde Bieberstein dem Gerichtsamt Nossen und 1875 der Amtshauptmannschaft Meißen angegliedert. Am 1. Juli 1950 erfolgte die Eingemeindung der Gemeinde Burkersdorf mit ihrem Ortsteil Gotthelffriedrichsgrund nach Bieberstein. Durch die zweite Kreisreform in der DDR kam die Gemeinde Bieberstein im Jahr 1952 zum Kreis Freiberg im Bezirk Chemnitz (1953 in Bezirk Karl-Marx-Stadt umbenannt), der ab 1990 als sächsischer Landkreis Freiberg fortgeführt wurde. Zu DDR-Zeiten wurde im Ort das Kinder-Ferienlager „Rudolf Marek“ errichtet und unterhalten. Bis 1992 war das Schloss Bieberstein eine beliebte Jugendherberge.
Die Gemeinde Bieberstein (mit ihren Ortsteilen Burkersdorf und Gotthelffriedrichsgrund; als Burkersdorf A und B bezeichnet) schloss sich am 1. März 1994 zusammen mit den Gemeinden Dittmannsdorf, Hirschfeld, Neukirchen (mit OT Steinbach) und Reinsberg zur neuen Gemeinde Reinsberg zusammen. Sie bildet seitdem eine von fünf Ortschaften der Gemeinde Reinsberg. Seit 2008 gehört Bieberstein zum Landkreis Mittelsachsen.

## Einwohnerentwicklung
| Jahr  | Einwohnerzahl                           |
| ----- | --------------------------------------- |
| 1551  | 18 besessene Mann, 10 Inwohner          |
| 17641 | 10 besessene Mann, 47 Häusler, 7½ Hufen |
| 1834  | 385                                     |
| 1871  | 522                                     |

| Jahr | Einwohnerzahl |
| ---- | ------------- |
| 1890 | 461           |
| 1910 | 412           |
| 1925 | 389           |
| 1939 | 373           |

| Jahr  | Einwohnerzahl |
| ----- | ------------- |
| 1946  | 541           |
| 19502 | 972           |
| 19642 | 775           |
| 19902 | 566           |

1 mit Gotthelffriedrichsgrund

1 mit Burkersdorf

## Verkehr

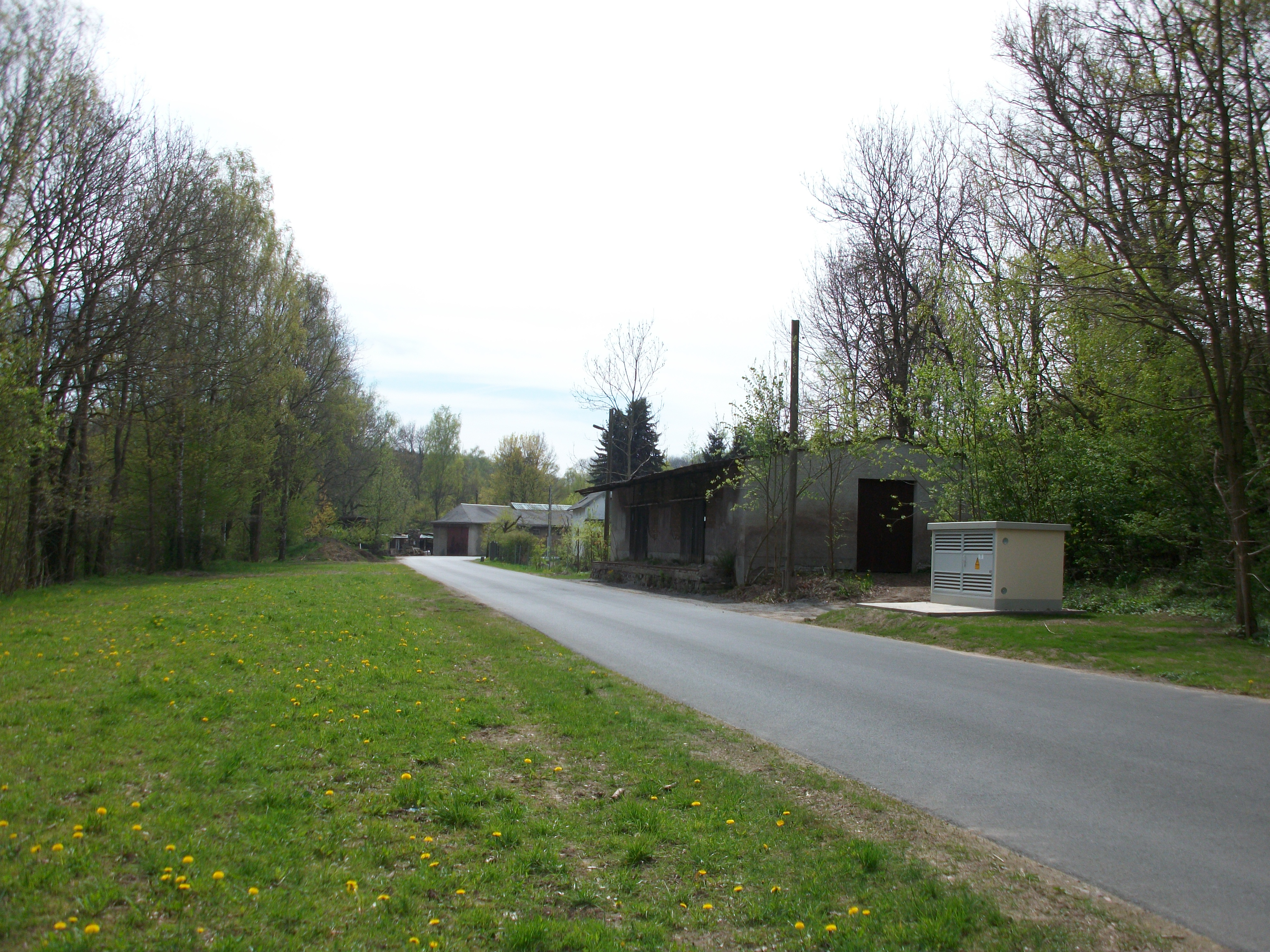
Ehemaliger Bahnhof Obergruna–Bieberstein mit BHG-Gebäude rechts (2017)

Von 1899 bis 1972 existierte im nahen Tal der Freiberger Mulde der Bahnhof Obergruna–Bieberstein der Schmalspurbahn Freital-Potschappel–Nossen, mit Bahnanschluss nach Nossen und Wilsdruff.

## Persönlichkeiten
- Horst von Schroeter (1919–2006), Vizeadmiral der Bundesmarine, Stellvertretender Inspekteur der Marine und Vorsitzender der Marine-Offizier-Vereinigung, wurde am 25. Juli 1919 in Bieberstein geboren.